# Mario Müller (Hockeyspieler)
Mario Müller (* 1969 oder 1970) ist ein ehemaliger deutscher Hockeyspieler.
Der mit 1,68 Metern zu den kleinsten Bundesligaspielern zählende Müller spielte in der Bundesliga für den Limburger HC. Hier wurde der ehemalige Jugend-Nationalspieler 1992 Hallen-Europacup-Sieger. Er spielte in der Bundesliga auf der Position eines Verteidigers. Müller war 2009 Mitglied der „Limburger Säcker“, der Hockey-Traditionsmannschaft des LHC, die beim Deutschen Hockey Masters antrat. 2011 wirkte er beim „Cup der Legenden“ um den hessischen Seniorenpokal mit und wurde mit den Limburgern Zweiter hinter dem Rüsselsheimer RK.